# 稲垣鈴夏
稲垣 鈴夏（いながき りんか、2001年8月23日 - ）は、日本の元アイドル、元タレント（元子役）。女性アイドルグループ・ビビッと!バビディブ〜の元メンバー。
子役時代はテアトルアカデミー（劇団コスモス）に所属していた。
父親は6代目いいとも青年隊「K・chaps!」の塩ノ谷和康。母親は1991年に乙女塾からデビューした3人組アイドルユニットQlairのメンバーだった今井佐知子である。 

## 略歴
3歳の時にテアトルアカデミー（劇団コスモス）に所属し子役として活動する。
2015年4月にテアトルアカデミーの公式プロフィールが削除され、同年9月放送の『ピラメキーノ640』最終回の出演をもって芸能活動を休止。
2021年8月、女性アイドルグループ・ビビッと!バビディブ〜の初期メンバーとなり、6年ぶりに芸能活動を再開。しかし、2022年2月6日にグループが解散することになり活動を終了、これをもって芸能界を引退した。
芸能界引退後は時折チェキ会に参加しているほか、母の今井佐知子が出演するイベントのスタッフも務める。2024年9月1日には今井のソロCD発売記念イベントにゲスト出演し、初の親子共演が実現した。

## 出演

### テレビドラマ
- 刑事吉永誠一 涙の事件簿シリーズ（2005年 - 2008年、テレビ東京）吉永菜摘 役 レギュラー
- 弁護士のくず 第5話（2006年、TBS）小塚サキ 役
- 人生はフルコース 第2回（2006年、NHK）笑子（3歳） 役
- アンナさんのおまめ 第2回（2006年、テレビ朝日）
- 砂時計 第20話（2007年4月6日、TBS）
- くうねるところすむところ〜恋するニッカボッカ・ガール〜（2007年4月10日、フジテレビ）田所舞 役
- スカルマン〜闇の序章〜（2007年4月21日、フジテレビ）
- 山田太郎ものがたり（2007年、TBS）山田七生 役 レギュラー
- 有閑倶楽部（2007年、日本テレビ）剣菱悠理（幼少） 役
- いつもキモチにスイッチを 第4話（2007年、フジテレビ）桜井陽菜 役
- もうひとつの象の背中（2007年、テレビ朝日）結衣 役
- ミラクルボイス（2008年、TBS）北条マミ 役
- ロス:タイム:ライフ 第1節（2008年2月、フジテレビ）岩田来香 役
- 土曜ミッドナイトドラマコインロッカー物語 第3話（2008年、テレビ朝日）渚 役
- 愛馬物語（2008年、フジテレビ）
- ドラマ30 ママの神様（2008年、中部日本放送）中井理子 役 レギュラー
- 絶対彼氏。 第7話（2008年、フジテレビ）ルミ 役
- Tomorrow〜陽はまたのぼる〜 第5話・第10話（2008年、TBS）蓮見唯 役
- 学校じゃ教えられない! 第3話（2008年、日本テレビ）電車通学の小学生 役
- 流星の絆（2008年、TBS）ちえみ（幼少） 役
- オー!マイ・ガール!! 第4話（2008年、日本テレビ）
- ラブレター 第42回（2009年、TBS）可菜 役
- 歌のおにいさん 第1話、第9話（2009年、テレビ朝日）
- ザ・クイズショウ 第4話（2009年、日本テレビ）祐天寺ノッコ（幼少） 役
- コールセンターの恋人 第10話（2009年、テレビ朝日）山崎さとみ（幼少） 役
- 外事警察（2009年、NHK）住本由樹 役 レギュラー
- 絶対零度〜未解決事件特命捜査〜 Case 9（2010年、フジテレビ）河野美香（幼少） 役
- 天装戦隊ゴセイジャー epic19（2010年、テレビ朝日）田村可奈子 役
- 満福少女ドラゴネット 第7話（2010年、tvk）矢井田たまみ 役
- 刑事・鳴沢了2～偽りの聖母～（2011年、フジテレビ）人質の女の子 役
- 遺留捜査 第3シリーズ 第5話（2013年、テレビ朝日）森下靖子（幼少） 役

### バラエティ
- うたばん（2008年、TBS）
- ピラメキーノ（2010年 - 2015年、テレビ東京）キイちゃん 役 レギュラー
- 誰だって波瀾爆笑（2011年、日本テレビ）
- Eネ!（2012年、テレビ東京）ちびっこレポーター マジックツリーハウス篇
- 所さんの学校では教えてくれないそこんトコロ!（2012年、テレビ東京）
- さまぁ〜ずの子供がやるのかよ!（2012年、フジテレビ）

### 映画
- 東京少女（2008年）
- 営業100万回（2012年）木下あかり 役
- 臨場（2012年）好美（幼少） 役

### テレビアニメ
- リタとナントカ（2010年、NHK教育）リタ 役
- 君のいる町（2013年、テレビ東京）月（子供時代） 役

### CM
- アメリカンファミリー生命保険「アフラック」
- ACジャパン「身近な環境対策」
- EPSON「カラリオ 松岡修造篇」
- 花王「スタイルフィット」
- 任天堂「Wii みんなで投票チャンネル」
- ハウス食品「マカロニグラタン」
- ブラザー「マイミーオ」
- JAグループ「JA発見篇」「米行進篇」 リタ声
- マクドナルド ハッピーセット スマイルプリキュア「クールビューティー篇」

### イベント
- ケーブルテレビショー2010 KDDIブース（2010年）
- ピラメキーノ クリスマス生放送（2010年）
- ピラメQノ サマーイベント 富士急ハイランド（2011年）
- ピラメキーノ クリスマス生放送（2011年）
- ピラメキーノ サマーイベント 日比谷公会堂（2012年）
- POINT GREEN（2012年）
- マクドナルド ハッピーセット プラレール発表会（2012年）
- ピラメキーノ クリスマス生放送（2012年）

### スチール
- TOHO「アンパンマン お買い物カート」
- ヤマハ「エレクトーン ステージアmini」
- ヤマハ「エレクトーン ニューモデル」